# Стор (остров)
Стор — один из необитаемых островов в регионе Кикиктани, Нунавут, Канада. Он расположен в Эурека-Соунд, районе, отделяющей остров Аксель-Хейберг от острова Элсмир. Канал Фулмара находится на юго-западе от острова, а Бэй-Фьйорд находится на северо-востоке. Остров Стор относится к островам Свердруп, острова королевы Елизаветы и Канадского арктического архипелага.